# Musse Pigg som ungkarlspappa
Musse Pigg som ungkarlspappa (engelska: Mickey Plays Papa) är en amerikansk animerad kortfilm med Musse Pigg från 1934.

## Handling
Musse Pigg och Pluto sitter inne och läser en läskig bok. Plötsligt hörs ett ljud, och när de undersöker ljudet visar det sig att en hittebarnsmus lämnats på verandan.

## Om filmen
Filmen är den 69:e Musse Pigg-kortfilmen som producerades och den sjunde som lanserades år 1934.

## Rollista
- Walt Disney – Musse Pigg
- Pinto Colvig – Pluto
- Marcellite Garner – Elmer[6]